# Cascais (freguesia)
A Freguesia de Cascais (em grafia antiga, Cascaes) foi uma freguesia portuguesa do Município de Cascais que tinha 20,32 km² de área e 35 409 habitantes (2011), e, por isso, uma densidade populacional de 1 742,6 hab/km². 
Foi extinta em 2013, no âmbito de uma reforma administrativa nacional, tendo sido agregada à Freguesia do Estoril, para formar uma nova freguesia denominada União das Freguesias de Cascais e Estoril da qual é a sede.
Teve por orago Nossa Senhora da Conceição.

## População
| População da freguesia de Cascais | População da freguesia de Cascais | População da freguesia de Cascais | População da freguesia de Cascais | População da freguesia de Cascais | População da freguesia de Cascais | População da freguesia de Cascais | População da freguesia de Cascais | População da freguesia de Cascais | População da freguesia de Cascais | População da freguesia de Cascais | População da freguesia de Cascais | População da freguesia de Cascais | População da freguesia de Cascais | População da freguesia de Cascais |
| --------------------------------- | --------------------------------- | --------------------------------- | --------------------------------- | --------------------------------- | --------------------------------- | --------------------------------- | --------------------------------- | --------------------------------- | --------------------------------- | --------------------------------- | --------------------------------- | --------------------------------- | --------------------------------- | --------------------------------- |
| 1864                              | 1878                              | 1890                              | 1900                              | 1911                              | 1920                              | 1930                              | 1940                              | 1950                              | 1960                              | 1970                              | 1981                              | 1991                              | 2001                              | 2011                              |
| 1 593                             | 1 685                             | 2 731                             | 3 275                             | 5 270                             | 6 059                             | 6 980                             | 8 549                             | 10 558                            | 13 352                            | 20 665                            | 29 389                            | 27 741                            | 33 255                            | 35 409                            |

Pela Lei nº 447, de 18/09/1915 foram desanexados lugares desta freguesia para constituir a freguesia do Estoril

## História
Oficialmente, a origem do nome vem do facto de ser uma zona piscatória, sendo comuns por toda a praia os amontoados de cascas de mexilhão, os cascais.[carece de fontes?]

## Povoações
- Aldeia de Juso
- Areia
- Birre
- Cascais
- Charneca
- Cobre
- Gandarinha
- Quinta da Marinha
- Torre
- Quinta da Bicuda
- Bairro da Assunção
- Bairro de Sant'Ana
- Bairro do Rosário
- Fontainhas
- Guia
- Guincho
- Pampilheira

## Património
- Gruta do Poço Velho
- Quinta das Loureiras
- Palácio do Duque de Palmela ou Palácio Palmela
- Forte Novo (troço de muralha)
- Estação lusitana-romana dos Casais Velhos ou Ruínas dos Casais Velhos
- Forte do Guincho
- Forte de Nossa Senhora da Guia
- Forte de Oitavos ou Forte de São Jorge
- Troços ainda existentes da antiga muralha da vila de Cascais
- Vigia do Facho
- Bases da muralha que ligava os dois baluartes da Praia da Ribeira
- Bateria Alta ao norte da Praia da Água Doce
- Vestígios do Castelo de Cascais
- Cidadela de Cascais, incluindo a Fortaleza de Nossa Senhora da Luz de Cascais e a Torre de Santo António de Cascais
- Cortinas de Atiradores
- Forte de Crismina
- Forte de Nossa Senhora da Conceição (restos das muralhas)
- Capela de Nossa Senhora da Nazaré de Cascais
- Marégrafo de Cascais
- Forte de Santa Marta
- Edifício dos antigos Paços do Concelho
- Palácio dos Condes de Castro Guimarães ou Torre de São Sebastião
- Casa de Santa Maria, incluindo o jardim
- Casa Sommer
- Palácio dos Condes da Guarda, actual edifício dos Paços do Concelho
- Casa dos Almadas ou Casa D. Nuno
- Farol do Cabo Raso
- Farol da Guia
- Farol de Santa Marta